# Rzerzyca Wielka (przystanek kolejowy)
Rzeczyca Wielka – zlikwidowany w 1945 roku przystanek osobowy w Rzerzycy Wielkiej, w gminie Polanów, w powiecie koszalińskim, w województwie zachodniopomorskim, w Polsce.